# Isojoki
Isojoki (in svedese Storå) è un comune finlandese di 1852 abitanti, situato nella regione dell'Ostrobotnia Meridionale.
Qua avvenne il caso di cronaca inerente Kyllikki Saari.